# IC 277
IC 277 est une galaxie spirale barrée située dans la constellation de la Baleine. Sa vitesse par rapport au fond diffus cosmologique est de (2648 ± 14) km/s, ce qui correspond à une distance de Hubble de 39,1 ± 2,7 Mpc (∼128 millions d'al). Elle a été découverte par l'astronome français Stéphane Javelle en 1894.
IC 277 est une galaxie dont le noyau brille dans le domaine de l'ultraviolet. Elle est inscrite dans le catalogue de Markarian sous la cote Mrk 602 (MK 602).
La classe de luminosité d'IC 277 est II_III et elle présente une large raie HI. De plus, c'est une galaxie à sursauts de formation d'étoiles.
À ce jour, deux mesures non basées sur le décalage vers le rouge (redshift) donnent une distance de 49,400 ± 21,496 Mpc (∼161 millions d'al), ce qui est à l'intérieur des valeurs de la distance de Hubble. L'une de ces mesures est plutôt incohérente, car elle situe la galaxie à 64,6 Mpc.

## Groupe de NGC 1137
IC 277 fait partie d'un groupe de galaxies d'au moins 5 membres, le groupe de NGC 1137. Outre IC 277 et NGC 1137, les trois autres galaxies du groupe sont NGC 1153, IC 273 et UGC 2441. À ces cinq galaxies, il faut ajouter la galaxie UGC 2446, car elle forme une paire de galaxies avec NGC 1153.